# ATV (Fernsehsender)
ATV (bis 2000 W1, vom 1. Juni 2003 bis 31. Mai 2006 ATVplus) ist ein österreichischer Fernsehsender der ProSiebenSat.1 Media SE. Am 6. April 2017 übernahm die Sendergruppe ProSiebenSat.1 PULS4 die beiden Sender ATV und ATV2 vom bisherigen Eigentümer, der Tele München Gruppe.

Logo von ATV HD

Ehemaliges Logo von ATVplus

Erstes Logo von ATV (2000–2003)

## Geschichte
Im Jahr 1997 startete in Wien der Lokalsender Wien 1 (W1), der nur über das Kabelnetz zu empfangen war. Am 17. Jänner 2000 wurde dieser zu einem österreichweiten Programm namens ATV ausgebaut, das jedoch wegen der damaligen Rechtslage weiterhin nur über Kabel zu empfangen war, zeitweise auch im Rahmen von Premiere über Satellit und somit nur kostenpflichtig. Als eine rechtliche Grundlage für terrestrisches Privatfernsehen geschaffen wurde, bewarb sich ATV neben einigen anderen Senderprojekten um die einzige ausgeschriebene österreichweite Senderkette und erhielt schließlich den Zuschlag. Am 1. Juni 2003 nahm ATV erstmals den bundesweiten, terrestrischen Sendebetrieb auf. Seit 18. September 2003 wird das Programm parallel auch über Digital-Satellit ausgestrahlt.
Im Zuge des Starts des terrestrischen Sendebetriebs am 1. Juni 2003 wurde der Sendername von ATV auf ATVplus geändert, um den Zusehern ein „Plus“ an Reichweite und Programmvielfalt zu signalisieren. Einen Tag nach dem 1. Juni 2006, der das dreijährige Jubiläum des terrestrischen Betriebs markiert, erfolgte wiederum die Rückänderung des Namens ATVplus auf die ursprüngliche Form ATV. Der Sender selbst vergleicht sich gerne mit RTL in dessen Anfangsphase.
ATV hat am 1. Dezember 2011 mit ATV2 einen zweiten Kanal gestartet. Der neue Sender will auf Unterhaltung und Information setzen. Dazu sollen österreichische Eigenproduktionen, Spielfilme und Serien zählen, außerdem aktuelle Nachrichten und Wetterinformationen sowie ein Kulturmagazin.
Internationale Beachtung erhielt der Sender im Mai 2016 durch die Produktion der Sendung „ATV Meine Wahl – Das Duell“ die am 15. Mai 2016 ausgestrahlt wurde. Dabei haben sich live und unmoderiert die beiden Bewerber zur Wahl der österreichischen Bundespräsidenten, Norbert Hofer und Alexander Van der Bellen, 45 Minuten lang ein aufsehenerregendes Wortgefecht geliefert.
Am 27. Oktober 2016 startete ATV seine neue Video-on-Demand-Plattform „ATVsmart“. Diese steht im Internet, als eigener Sender in den meisten Kabelnetzen und als Hbb-TV Plattfrom auf den Sendern ATV und ATV 2 zur Verfügung. Für die Nutzung ist eine Internetverbindung nötig. Auf dieser Plattform können alle Produktionen der ATV-Gruppe kostenlos und überall abgerufen werden.
Ende August 2016 gab ATV-Geschäftsführer Herbert Kloiber bekannt, ATV verkaufen zu wollen. Er bezeichnete ATV als seinen größten Fehler. Er habe mit dem Sender einen Verlust in zweistelliger Millionenhöhe gemacht. Schon früh zeichnete sich als ernstzunehmender Käufer die deutsche ProSiebenSat.1-Gruppe ab, zu der auch der österreichische Sender Puls 4 gehört. Am 6. Februar 2017 wurde schließlich die Übernahme durch ProSiebenSat.1 vertraglich beschlossen. Diese wurde von der Bundeswettbewerbsbehörde genehmigt. Kritiker sehen in der Übernahme eine weitere Konzentration am ohnehin schon schwach segmentierten österreichischen Fernsehmarkt. So wird der Werbemarkt schon jetzt von der ProSiebenSat.1-Gruppe dominiert.

Der Verkauf wurde am 9. März 2017 zum Preis von 25 Millionen Euro vollzogen. Bedingungen waren die Aufrechterhaltung der österreichbezogenen Nachrichtensendungen und einiger österreichischer Formate wie Bauer sucht Frau, Pfusch am Bau etc.

Am 6. April 2017 wurde der Abschluss der Übernahme bekannt. Es soll bereits ab Mai ein neues Programmschema geben, welches sich gegen die deutschen Sender RTL und VOX richten werde. 2018 erfolgte der Relaunch des Senders und die Übersiedlung ins Medienquarter Marx in Wien. Auch den Sender ATV 2 führt der neue Eigentümer weiter.

## Unternehmensdaten

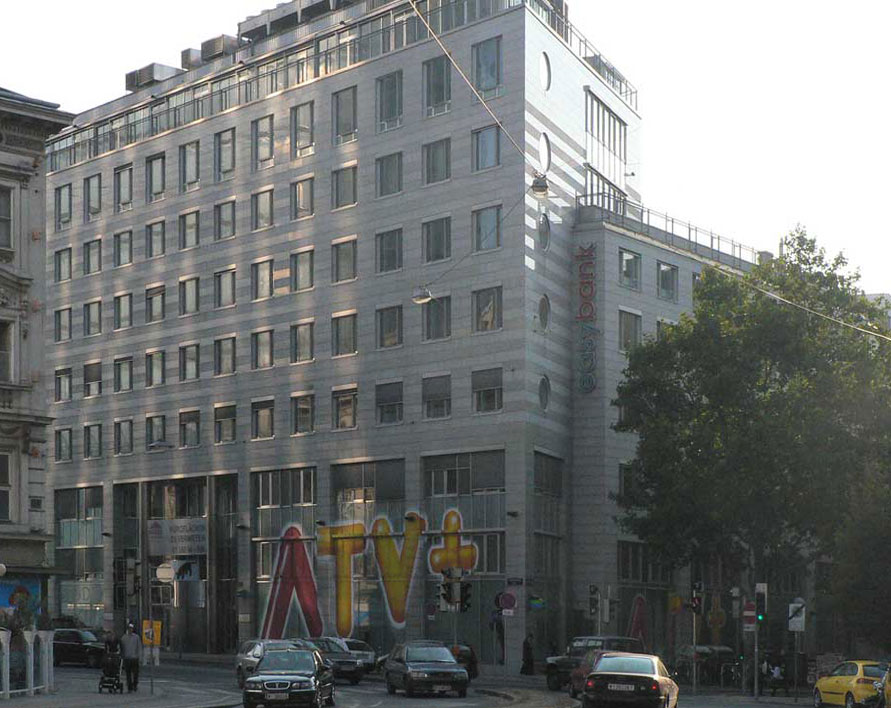
Alter Sitz von ATV in Wien-Leopoldstadt

ATV wird wie auch ATV2 von der ATV Privat TV GmbH & Co KG betrieben. Deren Geschäftsführer ist seit 6. April 2017 Thomas Gruber.
Vor der Übernahme durch die ProSiebenSat.1 PULS 4-Gruppe war der bisherige Anteilseigner der GmbH & Co. KG der österreichische Filmrechtehändler Herbert Kloiber:
- Tele-München Fernseh GmbH & Co Produktionsgesellschaft: 48 Prozent
- HKL Medienbeteiligungs GmbH & Co KG: 52 Prozent

Laut dem Werbeanalysten Focus betrugen die Brutto-Werbeumsätze des Senders 2008 rund 44 Millionen Euro. ATV lag damit in der Gunst der Werbetreibenden als einzelner Privatsender am höchsten.
Um die terrestrischen Sendemasten in Österreich mitbenutzen zu dürfen, muss ATV jährlich Gebühren an die ORS (= ausgegliederte Sendeanlagen-Betriebsgesellschaft des öffentlich-rechtlichen ORF) bezahlen.

## Empfang
ATV war der erste und lange Zeit der einzige österreichweit terrestrisch (analog und DVB-T), über Kabel (analog und DVB-C), über Satellit (nur digital – DVB-S) und über DVB-H empfangbare private Fernsehsender. Aufgrund einer must-carry-Bestimmung muss ATV in allen österreichischen Kabelnetzen empfangbar sein.
Die Ausstrahlung über Digital-Satellit (Astra) erfolgt nur in verschlüsselter Form; deshalb ist ATV mit einem Digital-Satelliten-Receiver nur empfangbar, wenn man im Besitz einer ORF-Digital-Smartcard oder einer Sky-Österreich-Smartcard ist und der Receiver diese Karte verarbeiten kann.
Seit 15. Juli 2013 sendet ATV auch in HD. Zum Empfang genügt eine ORF-Digital-Smartcard oder eine Sky-Österreich-Smartcard. Seit Herbst 2017 wird in nativem HD ausgestrahlt, zuvor wurde das Programm lediglich hochskaliert. Man entschließt sich bewusst dazu, den Sender nicht in die kostenpflichtige HD-Austria Gruppe aufzunehmen, um mehr Reichweite zu erzielen, die bei der Sanierung der Sendergruppe benötigt wird.

## Reichweiten
Durchschnittlich erreicht ATV etwas mehr als eine Million Zuschauer pro Tag (im Oktober 2009 waren das 15,3 % Tagesreichweite). Der Marktanteil des Senders lag 2010 bei 3,5 Prozent bei allen Zuschauern ab 12 Jahren. In der Zielgruppe 12–49 bei ca. 5,7 % und in der Prime-Time bei rund 7,6 %.
Mit 6,2 Prozent Marktanteil bei der Zielgruppe der 12- bis 49-Jährigen und 5,2 Prozent bei den 12- bis 29-Jährigen im Zeitraum 13 bis 1 Uhr war der September 2009, an dem Eigenproduktionen wie Bauer sucht Frau, Österreich isst besser, Teenager werden Mütter und Die Lugners der erfolgreichste Monat der Sendergeschichte.
Erfolgreichste (reichweitenstärkste) Sendung war lange „Bauer sucht Frau“ vom 4. November 2009. Die Durchschnittsreichweite lag bei 443.000 Zuschauern, der Spitzenwert bei 506.000 Zuschauern. Mit 17,4 % bei der Gesamtbevölkerung war Bauer sucht Frau damit auch erstmals in der Sender-Geschichte Marktführer in der Prime-Time vor allen anderen Sendern.
Am 12. Oktober 2013 wurde mit der Übertragung der 2. Halbzeit des Qualifikationsspiels Schweden gegen Österreich der Fußball-Weltmeisterschaft 2014 ein neuer Rekord aufgestellt: Es sahen durchschnittlich 900.000 (in der Spitze 991.000) Österreicher zu, dies entspricht einem Marktanteil von 34,4 % (12+) bzw. 38,4 % in der Hauptzielgruppe (12–49), der Livestream wurde außerdem über 70.000-mal aufgerufen. Keine andere Sendung im österreichischen Privatfernsehen konnte je einen höheren Marktanteil (12+) erreichen. An diesem Tag erzielte ATV auch den höchsten Tagesmarktanteil der Sendergeschichte, es waren 12,5 % (12+) bzw. 16 % in der Hauptzielgruppe (12–49).

## Programmgestaltung
Etwa 40 Prozent des Programms von ATV sind Eigenproduktionen, die restlichen 60 Prozent sind Zukäufe.

### Eigenproduktionen
Seit März 2009 sind alle Eigenproduktionen von ATV als Video on demand auf der Website des Senders bereitgestellt.

#### Aktuelle Sendungen
| - 24h – Die Polizei im Einsatz - Alles Liebe - Amore unter Palmen - ATV Aktuell - ATV Aktuell – Das Wichtigste vom Tag - ATV Die Reportage - ATV Meine Wahl - ATV Wetter - Bauer sucht Frau - Das Geschäft mit der Liebe - Das Stadt-Magazin - Ein Leben für die Schönheit | - Forsthaus Rampensau - Heinzl und die VIPs - Mei potschertes Lebn - Mein Gemeindebau - Mein Gemeindebau – Österreich - Mein Recht! – Ich geb nicht auf - Notaufnahme - Pfusch am Bau - Teenager werden Mütter - Tinderreisen - Trucker Babes Austria |

#### Ehemalige bzw. pausierende Sendungen
| - AHA! – Das Wissensmagazin - Am Punkt - ATV Life - Beichtphater Phettberg - Blind Date - Das Leben geht weiter - Brennpunkt Schule - Chmelar live - Der große Österreich Test – Moravec undercover - Die Autobahnpolizei - Die Bergrettung - Die Nacht in Wien, Graz und Linz - Die Lugners - die wirklich wichtigsten Österreicher - Echt - Die Redaktion - Ein Leben für die Schönheit - Hi Society - Ich suche meine Mutter - Junge Götter in Weiss - Katrin hilft - Komedy Klub - Kultwirte - Mama sucht mir eine Frau |  | - Miss Austria 2009 - Ohne Rauch geht's auch - Sing and Win! - Strafrichter Gustav Rothmayer - Tausche Leben (Tausche Familie) - Tara & Moni in Mailand und Paris - The Chair - Österreich sucht den ComedyStar - Österreich isst besser - Operation Schönheit - Psychologin Mag. Tanja Guserl - die Stunde der Wahrheit - Kochen mit Kids - Quizchampion - Reality Check - Super Nannys - Nadine traut sich - Pratergeschichten - Tal sucht Frau - Saturday Night Fever – So feiert Österreichs Jugend - Ringstraßenhotels - Das Traumhaus - Du bist was du isst! - Sasha Walleczek isst anders! - It’s Showtime | - Ich wandere aus – Meine neue Chance - JetSet - Männer allein zu Hause - Anrufen und Gewinnen - Die Häuselbauer - Camper & Co - die Fahnder - Schöne Schmerzen – Der Tattooreport - Schwer verliebt - In der Schuldenfalle - Im Sog der Unterwelt - Termin bei Holender - WEGA – Die Spezialeinheit der Polizei - Mission Bundesheer - Vom Poltern und Heiraten - Vor Gebrauch Schüttken - Vertrauensarzt Dr.med. Michael Ehrenberger - Wien bei Nacht - Wir leben im Gemeindebau - Die Erfolgsstory - Die Temmers – Reich wie Scheich - eigenproduzierte Comedys (z. B. Unkürrekt und Absolut genial, eine österreichische Version von Genial daneben) |

### Serien
Über den gesamten Sendetag verteilt werden verschiedene, vorwiegend US-amerikanische Serien ausgestrahlt. Untertags sind dies vor allem Wiederholungen von Sitcoms wie Die Nanny, Eine schrecklich nette Familie, Hör mal, wer da hämmert, Mein cooler Onkel Charlie, King of Queens, Alle lieben Raymond, Familienstreit de Luxe und Jim hat immer Recht oder Familien- bzw. Dramaserien wie Eine himmlische Familie und Grey’s Anatomy, während im Hauptabendprogramm Serien wie beispielsweise Bones – Die Knochenjägerin, Criminal Minds, Veronica Mars, Nip/Tuck, Californication, Lost, The Closer, Rizzoli & Isles, Major Crimes, 2 Broke Girls, Leverage und Lie to me wöchentlich, oft als Free-TV-Premieren, ausgestrahlt werden bzw. wurden. Ab 1. September 2013 sendete ATV die neue Sitcom Anger Management als deutschsprachige Erstausstrahlung.

### Filme
Vor allem im Hauptabend- und Nachtprogramm sendet ATV oftmals diverse Spielfilme und deutschsprachige Free-TV-Premieren. Im Oktober 2009 sicherte sich ATV-Eigentümer und Filmhändler Herbert Kloiber die Rechte für ein Film- und Serienpaket des US-Filmstudios Warner Bros, das auch die Ausstrahlungsrechte für „Harry Potter und die Heiligtümer des Todes“ und den Serien „Mein cooler Onkel Charlie“ und „Cold Case“ enthält.

### Fußball-Übertragungen

#### Deutsche Fußballbundesliga
ATV übertrug in Österreich bis zur Saison 2009/2010 live das Samstags-Topspiel der Deutschen Bundesliga. Außerdem wurden seit einiger Zeit ausgewählte Sonntagsspiele sowie das Saisoneröffnungsspiel am Freitagabend live gesendet. Der Zuschauer konnte hierbei das Samstagsspiel selbst durch eine Internetabstimmung auf der Internet-Seite laola1.at wählen. In einer 30-minütigen Zusammenfassung im Anschluss der Live-Übertragung wurden Bilder der restlichen Spiele gezeigt. Die Rechte für die Deutsche Bundesliga hatte ATV im Oktober 2006 für drei Jahre erworben.

#### Österreichische Bundesliga
Von der Saison 2004/2005 bis inklusive der 12. Runde 2006/2007 bot der Sender die Tageszusammenfassungen der österreichischen Fußball-Bundesliga und einige der Spitzenspiele als Live-Übertragungen an. Am 16. Oktober wurde bekannt, dass Premiere, der Hauptrechteinhaber, den als Basis dienenden Sublizenzvertrag am selbigen Tag einseitig gekündigt hatte, da ATV angeblich seinen vertraglichen Verpflichtungen nicht nachgekommen und erheblich zahlungsrückständig sei. ATV hingegen erachtet die Kündigung als rechtsunwirksam, insbesondere, da zum Zeitpunkt der Kündigung noch eine Klage in ungeklärten Vertragsfragen von Premiere gegen ATV beim Landgericht München anhängig war. Premiere ist unterdessen mit dem ORF eine Ersatzpartnerschaft für die restliche Saison eingegangen. Dies wertete ATV als Eingriff in seine Rechte und erwog zusätzlich zu den Rechtsstreitigkeiten mit Premiere, den ORF deswegen zu klagen. Eine Wendung ereignete sich am 24. Oktober 2006, als das Landgericht München dem Sender Premiere mit sofortiger Wirkung untersagte, dem ORF ersatzhalber die Bundesliga-Inhalte zu übermitteln, diese müssen laut Gericht wieder an ATV geliefert werden. ATV hat die österreichische Bundesliga wieder wie gewohnt im Programm. Die endgültige Entscheidung fiel mit der sport.orf.at-Meldung am 8. November. Laut dieser haben sich Premiere und ATV auf eine Beilegung der Streitigkeiten über den Wert der Free-TV-Rechte an der Fußball-Bundesliga geeinigt und die Free-TV-Rechte wurden endgültig dem ORF übertragen. Am 3. Juli 2007 sicherte sich der ORF die Bundesliga-Rechte von der Saison 2007/2008 bis einschließlich 2009/2010.

#### Fußball-Länderspiele
Am 13. Oktober 2007 zeigte ATV als erster Privatsender Österreichs ein Länderspiel der österreichischen Fußballnationalmannschaft. Es handelte sich um das Testspiel gegen die Schweiz in Zürich.
Außerdem übertrug ATV alle Auswärtsspiele des ÖFB-Teams in der Qualifikation zur Fußball-WM 2014.

#### Andere Fußballspiele
ATV übertrug bereits mehrere ÖFB-Cupspiele, Europa-League-Qualifikations-Spiele und Champions-League-Qualifikations-Spiele.

### Motorrad-WM
ATV übertrug alle Motorradrennen der Motorrad-Weltmeisterschaft von Saison 2006 bis inklusive Saison 2012 live.

### Sommer 2016: Aus für den Sport
Nach der Fußball-Europameisterschaft 2016 hat der Sender seine gesamte Sportberichterstattung praktisch gänzlich eingestellt.

## Jugendschutz
Leichte Kürzungen von Spielfilmen aufgrund von Jugendschutzrichtlinien kommen vor, tendenziell jedoch seltener als etwa in Deutschland. Nicht jugendtaugliches Material kennzeichnet ATV durch Hinzufügen eines ! (Ausrufezeichens) vor seinem gewöhnlichen Senderlogo.